# Легенда про Сіґурда і Ґудрун
«Легенда про Сігурда і Ґудрун» (англ. The Legend of Sigurd and Gudrún) — книжка англійського письменника Дж. Р. Р. Толкіна, випущена посмертно 5 травня 2009 року. Книжку скомпілював, відредагував й опублікував його син Крістофер Толкін. Начерки були зроблені Толкіном ще в 1920—1930-ті, коли він був натхненний легендою про Зіґфрід зі скандинавської міфології. Твір замислювався як «вільна інтерпретація», зведення безлічі відомих джерел в одну загальну сюжетну лінію. Являє собою еддичний алітераційний вірш (див. Старша Едда), забезпечений великими коментарями Крістофера Толкіна, а також численними позначками і фрагментами лекцій самого Дж. Р. Р. Толкіна.
| Арда | Це незавершена стаття про твори Дж. Р. Р. Толкіна. Ви можете допомогти проєкту, виправивши або дописавши її. |